# Seund Ja Rhee
Pour les articles homonymes, voir Rhee (homonymie).
Dans ce nom, le nom de famille précède le nom personnel.
Seund Ja Rhee 이성자 (ou Seundja Rhee), née le 3 juin 1918 à Jinju (Corée) et morte le 8 mars 2009  à Vence, est une artiste peintre, graveur et céramiste coréenne.

## Biographie
Rhee étudie à la Jinju Girls' High School avant de partir au Japon à l'université Jissen pour femmes de (Tokyo) en 1935. En 1938, elle retourne dans son pays et se marie.
En 1951, en raison de la guerre de Corée, elle est séparée de ses trois enfants. Elle décide de partir pour Paris. En 1953, elle entre à l'académie de la Grande Chaumière pour étudier avec les professeurs Yves Brayer et Henri Goetz. Elle expose au Salon des surindépendants en 1959.
Artiste prolifique avec plus de 1 000 peintures, 700 gravures, 250 céramiques, et de nombreux dessins, elle exposa de son vivant surtout en France et en Corée (84 expositions personnelles et presque 300 expositions de groupe).